# Natuurtechnisch Instituut
Het Natuurtechnisch Instituut of NATIN is een 4-jarige middelbare beroepsopleiding in Suriname gevestigd aan de Jagernath Lachmonstraat in Paramaribo met een complex aan de Jagernath Lachmonstraat en een andere aan de Leysweg.

## Geschiedenis
In 1971 werd de Stichting Natuurtechnisch Instituut opgericht voor het opleiden van middenkader voor Suriname in de natuurtechnische en laboratorium-beroepen. In 1973 ging de toen nog 3-jarige opleiding onder leiding van NATIN-directeur Otwald Spong van start met 183 studenten. In 1984 werd de stichting opgeheven en vanaf dat moment viel het NATIN onder de verantwoordelijkheid van het Ministerie van Onderwijs en Volksontwikkeling. Een jaar later werd de 3-jarige opleiding omgezet in een 4-jarige opleiding. In 2006 had de school 1667 studenten en kende het 14 afstudeerrichtingen.
Het Natin biedt verder onder meer verschillende groene opleidingen, zoals Bosbouw, Landbouw en Toerisme. Dit vakkenpakket werd in 2015 vernieuwd.
De school kampte rond 2006 met ruimtetekort. Er was behoefte aan meer lokalen omdat de school niet iedereen kon aannemen die de toelatingstoets haalde. In 2006 herhaalde minister Edwin Wolf aan NATIN-directrice Marijcke Kaboord de toezegging dat er ruimte zou komen om meer studenten te kunnen accommoderen. Hierbij werden twee dependances in het vooruitzicht gesteld.
Het bedrijfsleven, zoals olieconcerns, ondersteunen het NATIN financieel om de opleiding van gekwalificeerd personeel te stimuleren.

## Zenuwgas
In februari 2007 werd duidelijk dat er bij het complex aan de J. Lachmonstraat in een opslagloods 16 gascilinders met het giftige waterstofsulfide (H2S) in verre staat van ontbinding waren, waarop het Nationaal Coördinatiecentrum voor Rampenbeheersing (NCCR) besloot dat complex voor enkele dagen te sluiten. In de media werd dit gebracht alsof er cilinders met een soort zenuwgas gevonden waren in Suriname waarvoor experts uit het buitenland ingevlogen zouden moeten worden.